# Кипсел
Кипсел (др.-греч. Κύψελος), сын Ээтиона — первый тиран греческого города Коринфа, правивший в VII веке до н. э.

## Происхождение и легенды о рождении
Отец Кипсела Ээтион (сын Эхекрата), проживавший в селении Петра, был выходцем из ахейского рода, возводившего себя к лапифу Кенею. Его мать Лабда была дочерью Амфиона, представителя правившего в Коринфе аристократического рода Бакхиадов. По легенде, указанной у Геродота, его мать Лабда была выдана за ахейца из-за хромоты. Ни один Бакхиад не захотел взять её замуж.
Перед браком, совершив путешествие к Дельфийскому оракулу, Ээтион получил следующее предсказание:

Эетион, нет почета тебе, хоть ты чести стяжал себе много,
Лабда родит сокрушительный камень; падет он
На властелинов-мужей и Коринф покарает. — Геродот. История. Книга пятая. Терпсихора. 92
По легенде, Бакхиады, узнав об этом предсказании и сравнив его с другим:

В скалах приимет во чреве орел, но льва породит он
Мощного и сыроядца: сокрушит он многим колени.
Крепко сие разочтите, коринфяне, те, чья обитель
Славной Пирены вокруг и твердыни высокой Коринфа. — Геродот. История. Книга пятая. Терпсихора. 92
решили убить младенца, когда тот родится. Бакхиады послали для этого десять человек. По дороге к дому Ээтиона они договорились, что взявший сначала на руки ребёнка и должен его бросить оземь. Войдя в дом, они потребовали новорожденного. Родители, не зная о планах, выполнили их просьбу. Но по легенде, когда Лабда принесла и отдала ребёнка, тот улыбнулся. Получивший, увидев улыбку, не смог выполнить убийство и передал другому. Тот поступил так же. Выйдя из дома, они стали ругаться и обвинять друг друга. Лабда, услышав их планы, спрятала сына. Не найдя ребёнка, посланные сообщили о выполнении задания. После покушения Ээтион тайно отправил сына сначала в Олимпию, а потом в Клеоны.
Берве считает эту легенду малоинформативной. Он сомневается в принадлежности Лабды (Хромоножка) к роду Бакхиадов. Также исследователь указывает на чрезмерность мотивов предсказаний оракулов в легенде и сюжет спасения ребёнка.

## На пути к власти
Кипсел, желая вернуться в Коринф, обратился к дельфийскому оракулу и получил предсказание:

Счастлив сей муж, что ныне в чертог мой вступает,
Эетинов Кипсел; царь славного града Коринфа
Будет все же он сам и дети его, но не внуки. — Геродот. История. Книга пятая. Терпсихора. 92
 после чего захватил власть.
А по словам Николая Дамасского, Кипсел, прибыв в Коринф, сначала был избран на должность полемарха. Уменьшая штраф на ту сумму, которая причиталась ему, Кипсел снискал популярность в народе. И лишь после этого он совершил переворот. Кипсел захватил власть и установил тиранию, изгнав Бакхиадов в 657 до н. э..

## Правление
Кипсел, придя к власти при помощи неблагородных слоев, стремился улучшить их положение. Берве считает, что именно Кипсел, а не легендарный Алет увеличил количество фил с 4 до 8.
Изгнав Бакхиадов, Кипсел конфисковал их имущество и раздал сельским жителям.
Но так как это не до конца решило земельный вопрос, он начал вывод колоний. В его правление лояльные колонисты из Коринфа основали несколько колоний, в том числе Левкас, Анакторию и Амбракию, где соответственно стали править его внебрачные сыновья: Пилад, Эхиад и Горг. Лишь Эпидамн, основанный в 627 году до н. э. совместно Коринфом и Керкирой, находился под влиянием Гераклидов и был настроен враждебно.
Память о Кипселе сохранилась двойственная, так как, беспощадно преследуя знать, он в то же время пользовался большой популярностью у народа и, в отличие от более поздних тиранов, не нуждался в телохранителях. Правил он 30 лет, и после его смерти в 627 до н. э. власть в Коринфе унаследовал его сын Периандр от жены Кратеи.

## Культура
Кипсел от своего имени создал сокровищницу в Дельфах, посвященную Аполлону. В течение десяти лет коринфяне платили налог на имущество. По предположению Берве, на эти деньги была создана золотая статуя Зевсу, которую Кипсел со своей эпиграммой пожертвовал в Олимпию.
При Кипселе были приостановлены Истмийские игры, возобновленные лишь после свержения тирании.